# إيفانجيلوس كورونيوس
إيفانجيلوس كورونيوس (باليونانية: Άγγελος Κορωνιός)‏ مواليد 16 مارس 1969 في أثينا، هو مدرب كرة سلة يوناني ولاعب معتزل. بدأ مسيرته الاحترافية في سنة 1986. يبلغ طوله 6 قدم 1.25 بوصة (1.9 م). اعتزل اللعب في 2005.

## المسيرة الاحترافية
لعب مع نادي إيه إي كي لكرة السلة من سنة 1998 إلى 2000، ثم لعب مع نادي بانيونيس لكرة السلة في موسم 2003–2004، ثم لعب مع نادي أولمبياكوس لكرة السلة في موسم 2004–2005.

## روابط خارجية
- إيفانجيلوس كورونيوس على موقع الاتحاد الدولي لكرة السلة (الإنجليزية)
- إيفانجيلوس كورونيوس على موقع الدوري الأوروبي لكرة السلة (الإنجليزية)
- إيفانجيلوس كورونيوس على موقع كرة السلة الأوروبية.كوم (الإنجليزية)
- إيفانجيلوس كورونيوس على موقع ريلجم (الإنجليزية)
- إيفانجيلوس كورونيوس على موقع بروبوليرز (الإنجليزية)
- إيفانجيلوس كورونيوس على موقع سبورتس رفرنس (الإنجليزية)